# NGC 3066
NGC 3066 é uma galáxia espiral barrada (SBb/P) localizada na direcção da constelação de Ursa Major. Possui uma declinação de +72° 07' 32" e uma ascensão recta de 10 horas, 02 minutos e 10,0 segundos.
A galáxia NGC 3066 foi descoberta em 30 de Setembro de 1802 por William Herschel.